# Pleocnemia conjugata
Pleocnemia conjugata là một loài thực vật có mạch trong họ Dryopteridaceae. Loài này được (Blume) C. Presl miêu tả khoa học đầu tiên năm 1851.